# Selaginella schiedeana
Selaginella schiedeana är en mosslummerväxtart som beskrevs av Addison Brown. Selaginella schiedeana ingår i släktet mosslumrar, och familjen mosslummerväxter. Inga underarter finns listade i Catalogue of Life.